# The Fourth Reich
Pour plus de détails, voir Fiche technique et Distribution.
The Fourth Reich (Le Quatrième Reich) est un film d'espionnage sud-africain essentiellement en langue anglaise, réalisé par Manie van Rensburg et sorti le 10 août 1990. 
Inspiré de l'histoire vraie de Robey Leibbrandt et de Jan Taillard, adapté du livre For Volk and Fuhrer de Hans Strydom, The Fourth Reich a été la production cinématographique la plus chère de l'histoire du cinéma sud-africain.
La version abrégée du film, présentée au festival de Cannes, fut reniée par le réalisateur.

## Synopsis
Le film est consacré à la tentative de Robey Leibbrandt, un agent sud-africain de l'Abwehr, de renverser en 1939 le gouvernement sud-africain pro-allié et à assassiner le général Jan Smuts, le nouveau Premier ministre de l'Union sud-africaine afin d'établir une république nationale-socialiste en Afrique du Sud (opération Weissdorn).
Robey Leibbrandt, en tant que boxeur sud-africain, participe aux Jeux olympiques d'été de 1936 à Berlin, où il est approché et recruté par les services de l'Abwehr à des fins d'espionnage. À cette époque, l'Afrique du Sud est traversée par un puissant courant nationaliste afrikaner, anti-britannique, isolationniste  et républicain, qui rêve de rompre avec la couronne britannique. Les débats atteignent leur paroxysme en septembre 1939 lors des débats au parlement sud-africain sur l'entrée de l'Afrique du Sud en guerre au côté du Royaume-Uni, opposant les neutralistes de James B. Hertzog aux loyalistes de Jan Smuts, lequel finit par remporter le vote du parlement et déclarer la guerre à l'Allemagne nazie.
Dans la mise en œuvre de son plan pour rallier des Afrikaners et renverser le gouvernement sud-africain pro-britannique, Leibbrandt se heurte à l'action du capitaine afrikaner Jan Taillard, qui a été chargé par Smuts et le général Pierre van Ryneveld  d'infiltrer les mouvements nationalistes paramilitaires afin d'y débusquer les espions nazis et d'empêcher les actes de sabotage en Afrique du Sud.

## Genre
Le film est un drame historique, teinté d'espionnage.

## Fiche technique
- Producteurs : Gert Basson, Mark Jaffee, David Selvan, Bill Shapter et Reg Wessels
- Distributeur : Zastron Films
- Film en langue anglaise
- Réalisateur : Manie van Rensburg
- Scénario : Malcolm Kohll
- Photographie : Dewald Aukema
- Musique : Louis van Rensburg
- Distribution : Thames Television
- Durée : 183 minutes
- Origine :  Afrique du Sud
- Lieux du tournage : Afrique du Sud (province du Cap dont la région du Cap-Occidental)
- Sortie en Afrique du Sud : 10 aout 1990

## Distribution
- Ryno Hattingh : Robey Leibbrandt
- Marius Weyers : Capitaine Jan Taillard
- Grethe Fox : Erna Dorfman
- Percy Sieff : Louis Esselen
- Elize Cawood : Romy Taillard
- Pierre Knoesen : Dice Lotter
- Ian Roberts : Johannes van der Walt
- Marcel van Heerden : Hendrik Erasmus
- Louis van Niekerk : Général Jan Smuts
- James Borthwick : Sidney Cohen
- Keith Grenville : Pierre van Ryneveld
- Sandra Kotzé : Mme Leibbrandt
- Annabel Linder : Nadia Cohen
- Tertius Meintjes : Doors Erasmus
- Ernest Ndlovu : Sipho
- Eric Nobbs : Hennie Schoeman
- Brian O'Shaughnessy : Major Ellis
- Dan Robbertse : Kalie Theron
- Cobus Rossouw : Dr. Hans van Rensburg
- Ron Smerczak : General Karlowa
- Carel Trichardt : Meyder Leibbrandt
- Pieter Brand : Pat Jerling
- Vanessa Cooke : Wanda Stander
- Michael Copley : Kruger
- Annette Engelbrecht : Ouma Smuts
- Pierre van Pletzen : Général James B. Hertzog

### Document multimédias
- Le film sur YouTube